# Sophora cassioides
Sophora cassioides és un petit arbre perennifoli de la família de les lleguminoses, nadiu del centre-sud de Xile.

## Descripció
És un arbre de tronc recte, que pot arribar a mesurar fins a uns 10 m d'alçada. La seva escorça és grisa i pot ser llisa o esquerdada. Té fulles compostes imparipinnades, d'uns 10 cm de longitud i que poden estar formades per entre 9 i 17 folíols de forma arrodonida.
Produeix flors zigomorfes grogues agrupades en raïms penjants i el seu fruit és una llegum alada verd-groguenca amb estrangulacions entre cada septe.

## Hàbitat i distribució
Creix a llocs ombrívols i d'humitat abundant, concretament a Xile, entre el riu Maule (VII Regió) i el sud del riu Palena (nord de la XI Regió).

## Usos
Es conrea a Xile i a altres països com a planta ornamental, pel fet que produeix flors en abundància a principis de primavera (setembre-octubre a la seva àrea de distribució). A més, la seva fusta s'empra en peces que han de ser resistents, com mànecs d'eines o radis de les rodes de carretes. No s'usa en construcció ni com a llenya.